# William Mortensen

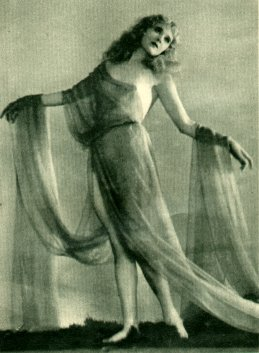
Herečka Margaret Livingstonová, 1927

William Herbert Mortensen (27. ledna 1897 – 12. srpna 1965) byl americký glamour fotograf známý svými portréty osobností Hollywoodu v období let 1920 – 1940 v piktorialistickém stylu.

## Mládí
Mortensen se narodil 27. ledna 1897 v Park City, v Utahu jako syn dánských přistěhovalců Agnes a William Peter Mortensenovým, kteří emigrovali z Kodaně v Dánsku v roce 1883.
Během první světové války, Mortensen sloužil u pěchoty Spojených států od 6. srpna 1918 do 16. května 1919. Při svém zápisu nahlásil své zaměstnání jako malíř. Po svém propuštění z armády Mortensen krátce studoval ilustraci na Art Students League v New Yorku.
V květnu 1920 cestoval po Řecku, Itálii, Egyptě a Konstantinopoli aby si pořídil „skicy pro vzdělávací účely“. Po návratu do Utahu cestoval do Hollywoodu jako doprovod přítelovy sestry Fay Wrayové.
Mortensen začal svou fotografickou kariéru s portréty hollywoodských herců a fotografiemi filmu. V 1931 se odstěhoval do umělecké komunity Laguna Beach, Kalifornie, kde otevřel studio a vlastní fotografickou školu William Mortensen School of Photography.
Upřednostňoval piktorialistický styl manipulace s fotografiemi, aby mohl dělat romantické malířské efekty. Jeho styl vyvolal kritiku od přímých fotografů moderního realistického hnutí, zvláště když pokračoval v prodlužované písemné debatě s Anselem Adamsem na stránkách časopisu Camera Craft. Jeho argumenty obhajující romantickou fotografii ho vedly k tomu, aby byl „ostrakizován z většiny autoritativních osobností fotografické historie“. Larry Lytle napsal v eseji: „Kvůli svému přístupu – jak technicky, tak filosoficky proti puristickým stoupencům přímě fotografie – patří mezi nejproblematičtější postavy ve fotografii ve dvacátém století... historici a kritici popsali jeho obrazy jako „... neoficiální, vysoce sentimentální, mírně erotické ručně kolorované tisky...“, „... zjednodušené verze garážových kalendářů a sadomasochistické zábavy... kyselé výrazy v obličeji...“, Ansel Adams odkazoval na Mortensena jako na „ďábla“ nebo „anti-Krista.“
V důsledku realističtějších zpravodajských snímků od korespondentů druhé světové války publikované v mezinárodních zpravodajských časopisech, Mortensenovy pózované a vyumělkované fotografie mizely z veřejné mysli. V době jeho smrti v roce 1965 byl zcela zapomenut.
Ve spolupráci s Georgem Dunhamem napsal devět knih o technice ve fotografii.
Mortensen byl v roce 1949 vyznamenán medailí od Královské fotografické společnosti.
Druhá dekáda 21. století přinesla pochvalu Mortensenových manipulačních technik a obnovený zájem o jeho práci. V roce 2013 vydal jeden z Mortensonových studentů, portrétní fotograf Robert Balcomb, knihu – Me and Mortenson – o jeho době studia s Mortensenem v Laguna Beach.

### Sbírky
- MORTENSEN, William, Based on the gospels of Matthew, Mark, Luke and John; produced by Cecil B. DeMille. The King of Kings: as portrayed by photographic reproductions of scenes and characters from the motion picture. [s.l.]: [s.n.], 1927. OCLC 12033875
- MORTENSEN, William; MORTENSEN, Myrdith. The Mortensen Collection of the Photographic Society of America. San Francisco, CA, USA: Camera Craft Pub. Co, 1971. OCLC 70861915
- MORTENSEN, William; LOS ANGELES CENTER FOR PHOTOGRAPHIC STUDIES. The Photographic Magic of William Mortensen. Los Angeles, CA, USA: Los Angeles Center for Photographic Studies, 1971. OCLC 6014461
- DAWSON, Michael; DILLON, Diane; COLEMAN, A.D.; LYTLE, Larry. William Mortensen : A Revival. Tucson, AZ: University of Arizona Center for Creative Photography, 1998. ISBN 9780938262336. OCLC 39818931
- MORTENSEN, William; LYTLE, Larry; MOYNIHAN, Michael; COLEMAN, A.D. American Grotesque: The Life and Art of William Mortensen. Port Townsend, WA: Feral House, 2014. ISBN 9781936239979. OCLC 875240443

### Dokumenty
- Soltys, Richard J.; Stone, Earl (c. 1963). Monsters and Madonnas: the World of William Mortensen (dokumentární film). Narrated by Vincent Price.